# Junior World Rugby Trophy 2014
Junior World Rugby Trophy 2014 – siódmy turniej z cyklu Junior World Rugby Trophy rozegrany pomiędzy 7 a 19 kwietnia 2014 roku w Hongkongu. Były to międzynarodowe zawody narodowych drużyn rugby union organizowane pod auspicjami IRB dla zawodników do 20 roku życia niższe rangą od rozgrywanych w tym samym roku IRB Junior World Championship.
W lipcu 2012 roku IRB wyznaczyła gospodarzy kolejnych dwóch turniejów – Chile w 2013 oraz Hongkong w 2014 roku. Podział na grupy oraz terminarz zostały ogłoszone w grudniu 2013 roku. Sędziowie zawodów zostali wyznaczeni w połowie lutego 2014 roku.
W rozgrywkach wzięło udział osiem reprezentacji, podzielonych na dwie grupy po cztery drużyny. Start w zawodach zapewniony mieli gospodarze oraz spadkowicze z mistrzostw świata 2013 – reprezentacja USA. O pozostałe sześć miejsc odbywały się regionalne turnieje, a awans uzyskały Tonga (FORU), Namibia (CAR), Urugwaj (CONSUR), Gruzja (FIRA-AER), Kanada (NACRA) i Japonia (ARFU). Wszystkie mecze zawodów rozgrywane były na Hong Kong Football Club Stadium.
W zawodach triumfowała reprezentacja Japonii uzyskując prawo występu na mistrzostwach świata juniorów w roku następnym, a był to ich czwarty finał w ciągu ostatnich pięciu lat. Najwięcej punktów zdobył Gruzin Rewaz Dżinczwelaszwili, w klasyfikacji przyłożeń z czterema zwyciężyli zaś jego rodak Wachtang Amiranaszwili oraz Urugwajczyk German Kessler.

## Faza grupowa

### Grupa A
| 7 kwietnia 201417:00 | Tonga U-20                         | 10:34 | Gruzja U-20                                                         | Hong Kong Football Club Stadium, Hongkong Sędzia: Ben Whitehouse |
| 7 kwietnia 201417:00 | Latu 5 (pd K) Fangatua 5 (P)       | 10:34 | Szubitidze 5 (P) Dżinczwelaszwili 19 (2pd 5K) Amiranaszwili 10 (2P) | Hong Kong Football Club Stadium, Hongkong Sędzia: Ben Whitehouse |
| 7 kwietnia 201417:00 | Fihaki · Akauola · Frizzell · Halo | 10:34 | Mgebriszwili                                                        | Hong Kong Football Club Stadium, Hongkong Sędzia: Ben Whitehouse |

| 7 kwietnia 201419:00 | Stany Zjednoczone U-20                                   | 37:0 | Hongkong U-20    | Hong Kong Football Club Stadium, Hongkong Sędzia: Henrique Platais |
| 7 kwietnia 201419:00 | Farley 10 (2P) Cima 12 (3pd 2K) Qoro 10 (2P) Barry 5 (P) | 37:0 |                  | Hong Kong Football Club Stadium, Hongkong Sędzia: Henrique Platais |
| 7 kwietnia 201419:00 | Pinkelman                                                | 37:0 | Cooper · Rolston | Hong Kong Football Club Stadium, Hongkong Sędzia: Henrique Platais |

| 11 kwietnia 201415:00 | Stany Zjednoczone U-20          | 13:12 | Gruzja U-20              | Hong Kong Football Club Stadium, Hongkong Sędzia: Kaveni Talemaivalagi |
| 11 kwietnia 201415:00 | Cima 8 (pd 2K) Germishuys 5 (P) | 13:12 | Dżinczwelaszwili 12 (4K) | Hong Kong Football Club Stadium, Hongkong Sędzia: Kaveni Talemaivalagi |
| 11 kwietnia 201415:00 | Margweliani · Mgebriszwili      | 13:12 |                          | Hong Kong Football Club Stadium, Hongkong Sędzia: Kaveni Talemaivalagi |

| 11 kwietnia 201417:00 | Tonga U-20                                                                                    | 39:16 | Hongkong U-20                  | Hong Kong Football Club Stadium, Hongkong Sędzia: Chris Linwood |
| 11 kwietnia 201417:00 | Oneone 12 (3pd 2K) Tupou 5 (P) Fihaki 5 (P) Lefai 5 (P) Frizzell 5 (P) Halo 5 (P) Latu 2 (pd) | 39:16 | Field 11 (pd 3K) Rolston 5 (P) | Hong Kong Football Club Stadium, Hongkong Sędzia: Chris Linwood |
| 11 kwietnia 201417:00 | Tupou                                                                                         | 39:16 | Coverdale                      | Hong Kong Football Club Stadium, Hongkong Sędzia: Chris Linwood |

| 15 kwietnia 201413:00 | Gruzja U-20                                                                        | 21:8 | Hongkong U-20           | Hong Kong Football Club Stadium, Hongkong Sędzia: Norman Drake |
| 15 kwietnia 201413:00 | Dżinczwelaszwili 6 (3pd) Amiranaszwili 5 (P) Gulitaszwili 5 (P) Mgebriszwili 5 (P) | 21:8 | Field 3 (K) Maize 5 (P) | Hong Kong Football Club Stadium, Hongkong Sędzia: Norman Drake |
| 15 kwietnia 201413:00 | Gulitaszwili · Kwaczadze · Margweliani                                             | 21:8 | Hunter                  | Hong Kong Football Club Stadium, Hongkong Sędzia: Norman Drake |

| 15 kwietnia 201415:00 | Stany Zjednoczone U-20           | 22:28 | Tonga U-20                                                       | Hong Kong Football Club Stadium, Hongkong Sędzia: Ben Whitehouse |
| 15 kwietnia 201415:00 | Cima 17 (pd 5K) Lamositele 5 (P) | 22:28 | Oneone 5 (P) Halo 8 (P K) Latu 5 (pd dg) Tonga 5 (P) Moala 5 (P) | Hong Kong Football Club Stadium, Hongkong Sędzia: Ben Whitehouse |

### Grupa B
| 7 kwietnia 201413:00 | Japonia U-20                                                       | 28:33 | Urugwaj U-20                        | Hong Kong Football Club Stadium, Hongkong Sędzia: Derek Summers |
| 7 kwietnia 201413:00 | Kuwae 5 (P) Matsuda 8 (4pd) Watanabe 5 (P) Kamei 5 (P) Ozaki 5 (P) | 28:33 | Blengio 18 (3pd 4K) Kessler 15 (3P) | Hong Kong Football Club Stadium, Hongkong Sędzia: Derek Summers |

| 7 kwietnia 201415:00 | Kanada U-20                                                  | 25:37 | Namibia U-20                                                               | Hong Kong Football Club Stadium, Hongkong Sędzia: Kaveni Talemaivalagi |
| 7 kwietnia 201415:00 | Douglas 5 (P) McQueen 10 (2pd 2K) Debove 5 (P) Mullins 5 (P) | 25:37 | Arries 17 (4pd 3K) Winkler 5 (P) Conradie 5 (P) Benade 5 (P) Coetzee 5 (P) | Hong Kong Football Club Stadium, Hongkong Sędzia: Kaveni Talemaivalagi |

| 11 kwietnia 201413:00 | Japonia U-20                                                                      | 34:28 | Namibia U-20                                                                   | Hong Kong Football Club Stadium, Hongkong Sędzia: Henrique Platais |
| 11 kwietnia 201413:00 | Matsuda 9 (3pd K) Ozaki 5 (P) Moriya 5 (P) Oketani 5 (P) Okada 5 (P) Narita 5 (P) | 34:28 | Arries 11 (pd 3K) Conradie 5 (P) Benade 5 (P) Coetzee 2 (pd) Dresselhaus 5 (P) | Hong Kong Football Club Stadium, Hongkong Sędzia: Henrique Platais |

| 11 kwietnia 201419:00 | Kanada U-20                                  | 18:18 | Urugwaj U-20                                        | Hong Kong Football Club Stadium, Hongkong Sędzia: Ben Whitehouse |
| 11 kwietnia 201419:00 | McQueen 8 (pd 2K) Debove 5 (P) Mullins 5 (P) | 18:18 | Blengio 3 (K) Correa 5 (P) Ardao 5 (P) Pla 5 (pd K) | Hong Kong Football Club Stadium, Hongkong Sędzia: Ben Whitehouse |
| 11 kwietnia 201419:00 | Herron                                       | 18:18 |                                                     | Hong Kong Football Club Stadium, Hongkong Sędzia: Ben Whitehouse |

| 15 kwietnia 201417:00 | Urugwaj U-20                     | 16:13 | Namibia U-20                    | Hong Kong Football Club Stadium, Hongkong Sędzia: Kaveni Talemaivalagi |
| 15 kwietnia 201417:00 | Blengio 11 (pd 3K) Kessler 5 (P) | 16:13 | Arries 8 (pd 2K) Conradie 5 (P) | Hong Kong Football Club Stadium, Hongkong Sędzia: Kaveni Talemaivalagi |
| 15 kwietnia 201417:00 | Bezuidenhout                     | 16:13 |                                 | Hong Kong Football Club Stadium, Hongkong Sędzia: Kaveni Talemaivalagi |

| 15 kwietnia 201419:00 | Kanada U-20                                   | 12:37 | Japonia U-20                                                                                         | Hong Kong Football Club Stadium, Hongkong Sędzia: Henrique Platais |
| 15 kwietnia 201419:00 | McQueen 2 (pd) Mullins 5 (P) Sears-Duru 5 (P) | 12:37 | Matsuda 7 (2pd K) Ozaki 5 (P) Moriya 5 (P) Oketani 5 (P) Narita 5 (P) Nakamura 5 (P) Horikoshi 5 (P) | Hong Kong Football Club Stadium, Hongkong Sędzia: Henrique Platais |

## Faza pucharowa

### Mecz o 7 miejsce
| 19 kwietnia 201413:00 | Hongkong U-20                                | 30:33 | Kanada U-20                                      | Hong Kong Football Club Stadium, Hongkong Sędzia: Chris Linwood |
| 19 kwietnia 201413:00 | Field 20 (pd 6K) Davidson 5 (P) Dignan 5 (P) | 30:33 | McQueen 18 (3pd 4K) Tucker 5 (P) Rumball 10 (2P) | Hong Kong Football Club Stadium, Hongkong Sędzia: Chris Linwood |
| 19 kwietnia 201413:00 | Yanagiya                                     | 30:33 |                                                  | Hong Kong Football Club Stadium, Hongkong Sędzia: Chris Linwood |

### Mecz o 5 miejsce
| 19 kwietnia 201415:00 | Gruzja U-20                                                                                       | 46:17 | Namibia U-20                                      | Hong Kong Football Club Stadium, Hongkong Sędzia: Henrique Platais |
| 19 kwietnia 201415:00 | Dżinczwelaszwili 26 (4pd 6K) Amiranaszwili 5 (P) Talachadze 5 (P) Giorgadze 5 (P) Papawadze 5 (P) | 46:17 | Arries 4 (2pd) Kruger 3 (dg) Bezuidenhout 10 (2P) | Hong Kong Football Club Stadium, Hongkong Sędzia: Henrique Platais |
| 19 kwietnia 201415:00 | Thompson                                                                                          | 46:17 |                                                   | Hong Kong Football Club Stadium, Hongkong Sędzia: Henrique Platais |

### Mecz o 3 miejsce
| 19 kwietnia 201417:00 | Stany Zjednoczone U-20  | 26:25 | Urugwaj U-20                                                      | Hong Kong Football Club Stadium, Hongkong Sędzia: Kaveni Talemaivalagi |
| 19 kwietnia 201417:00 | Cima 21 (7K) Dean 5 (P) | 26:25 | Blengio 5 (pd K) Ardao 5 (P) Dotti 5 (P) Pena 5 (P) Bocking 5 (P) | Hong Kong Football Club Stadium, Hongkong Sędzia: Kaveni Talemaivalagi |
| 19 kwietnia 201417:00 | Barry                   | 26:25 | Blengio · Banchieri · Castro · Kessler                            | Hong Kong Football Club Stadium, Hongkong Sędzia: Kaveni Talemaivalagi |

### Finał
| 19 kwietnia 201419:00 | Tonga U-20                | 10:35 | Japonia U-20                                                                      | Hong Kong Football Club Stadium, Hongkong Sędzia: Ben Whitehouse |
| 19 kwietnia 201419:00 | Latu 5 (pd K) Moala 5 (P) | 10:35 | Matsuda 15 (3pd 3K) Oketani 5 (P) Narita 5 (P) Nakamura 5 (P) 1 karne przyłożenie | Hong Kong Football Club Stadium, Hongkong Sędzia: Ben Whitehouse |
| 19 kwietnia 201419:00 | Neiufi                    | 10:35 |                                                                                   | Hong Kong Football Club Stadium, Hongkong Sędzia: Ben Whitehouse |